# Hydroporus analis
Hydroporus analis är en skalbaggsart som beskrevs av Aubé 1838. Hydroporus analis ingår i släktet Hydroporus och familjen dykare. Inga underarter finns listade i Catalogue of Life.